# پدمرود
پدمرود نام روستایی است در دهستان شاخن از توابع بخش مرکزی شهرستان بیرجند، واقع در استان خراسان جنوبی که بر پایه سرشماری عمومی نفوس و مسکن در سال ۱۳۸۵ جمعیت آن ۷۹ نفر (در ۲۵ خانوار)  و طبق سرشماری عمومی نفوس و مسکن در سال ۱۳۹۵ جمعیت آن ۱۲۲ نفر (در ۳۷ خانوار) بوده‌است.